# USS Anzio (CVE-57)
USS Coral Sea / Anzio (CVE-57) là một tàu sân bay hộ tống lớp Casablanca được Hải quân Hoa Kỳ chế tạo trong Chiến tranh Thế giới thứ hai; tên ban đầu của nó được đặt theo biển Coral (biển San hô), nơi diễn ra Trận chiến biển Coral vào năm 1942; và Anzio được đặt theo thành phố cảng Anzio trên bờ Đông nước Ý, nơi diễn ra cuộc đổ bộ của lực lượng Đồng Minh vào năm 1944. Anzio đã hoạt động cho đến hết Thế Chiến II, xuất biên chế năm 1946 và bị bán để tháo dỡ năm 1959. Nó được tặng thưởng mười một danh hiệu Đơn vị Tưởng thưởng Hải quân cùng chín Ngôi sao Chiến trận do thành tích phục vụ trong Thế Chiến II.

## Thiết kế và chế tạo
Con tàu được đặt lườn tại Xưởng tàu Vancouver của hãng Kaiser Company, Inc. ở Vancouver, Washington với ký hiệu ACV-57 vào ngày 12 tháng 12 năm 1942. Nó được đặt tên là Alikula Bay vào ngày 22 tháng 1 năm 1943; rồi được đổi tên thành Coral Sea vào ngày 3 tháng 4 năm 1943 trước khi được hạ thủy vào ngày 1 tháng 5 năm 1943; được đỡ đầu bởi bà Frank J. Fletcher, phu nhân Đô đốc Frank J. Fletcher. Con tàu được xếp lại ký hiệu lườn thành CVE-57 vào ngày 15 tháng 7 năm 1943, và nhập biên chế tại Astoria, Oregon vào ngày 27 tháng 8 năm 1943 dưới quyền chỉ huy của Hạm trưởng, Đại tá Hải quân Herbert W. Taylor.

## Lịch sử hoạt động

### Các chiến dịch quần đảo Gilbert và Marshall
Vào ngày 24 tháng 9 năm 1943, Coral Sea khởi hành cho chuyến đi chạy thử máy tại Puget Sound. Nó đi đến San Diego, California vào ngày 8 tháng 10 để nhận máy bay, rồi tiến hành các hoạt động huấn luyện không lực ngoài khơi bờ biển California. Nó lên đường vào ngày 25 tháng 10 để đi sang vùng biển quần đảo Hawaii, và sau khi đi đến Trân Châu Cảng, đã gia nhập cùng tàu sân bay chị em Liscome Bay để thực tập ngoài khơi Oahu. Vào ngày 10 tháng 11, Coral Sea hướng về phía Tây Nam để gia nhập lực lượng chuẩn bị tấn công đổ bộ lên quần đảo Gilbert; nó tung các đợt không kích xuống Makin từ ngày 20 đến ngày 28 tháng 11, và sau khi đảo san hô Tarawa được chiếm đóng, nó quay trở về Trân Châu Cảng và đến nơi vào ngày 5 tháng 12. Nó dừng tại đây để đón hành khách và máy bay để chuyển về Hoa Kỳ, rồi lên đường vào ngày 8 tháng 12. Con tàu về đến Alameda, California vào ngày 14 tháng 12 để nhận máy bay mới, rồi lên đường vào ngày 22 tháng 12 để quay trở lại Hawaii. Đến ngày 28 tháng 12, nó thả neo tại Trân Châu Cảng, chuẩn bị cho chiến dịch đổ bộ tiếp theo lên Kwajalein.
Coral Sea lên đường vào ngày 3 tháng 1 năm 1944 cho một loạt các cuộc thực tập tại vùng biển Hawaii, và sau đợt trang bị sau cùng, nó khởi hành cùng Đội đặc nhiệm 52.9 vào ngày 22 tháng 1, đi đến khu vực phụ cận Kwajalein vào ngày 31 tháng 1, hai ngày sau khi máy bay từ các tàu sân bay hạm đội bắt đầu đánh phá các sân bay trên đảo san hô này. Nó đã hỗ trợ trực tiếp và hỗ trợ trên không cho cuộc đổ bộ cho đến ngày 24 tháng 2, khi nó lên đường đi Eniwetok, nhưng rồi lại được gọi quay trở lại khu vực Hawaii, và về đến Trân Châu Cảng vào ngày 3 tháng 3.

### Các chiến dịch quần đảo Solomon và New Guinea
Sau một đợt nghỉ ngơi ngắn, Coral Sea lại lên đường vào ngày 11 tháng 3 để đi đến khu vực quần đảo Solomon. Nó thả neo tại Tulagi vào ngày 21 tháng 3, được tiếp nhiên liệu và tiếp liệu đạn dược trước khi khởi hành vào ngày 30 tháng 3 để hướng sang đảo Emirau. Từ ngày 1 đến ngày 11 tháng 4, máy bay của nó được tung ra để hỗ trợ lực lượng tấn công chiếm đóng Emirau trước khi quay trở về cảng Purvis vào ngày 15 tháng 4.
Ngay ngày hôm sau, Coral Sea rời Tulagi để hỗ trợ cho việc tái chiếm New Guinea. Vào ngày 19 tháng 4, nó gia nhập Đội đặc nhiệm 78.2, được hình thành để hỗ trợ cho chiến dịch chiếm Hollandia (nay là Jayapura) và Aitape thuộc New Guinea. Máy bay của nó đã tiến hành không kích vào ngày 22 tháng 4, và đến ngày 26 tháng 4, chiếc tàu sân bay lên đường đi cảng Seeadler để tiếp liệu, rồi đến ngày 7 tháng 5 lại khởi hành đi Espiritu Santo để bảo trì.

### Chiến dịch quần đảo Mariana
Sau khi hoàn tất sửa chữa, Coral Sea lên đường vào ngày 8 tháng 6 để đi Kwajalein, điểm tập trung cho cuộc tấn công lên quần đảo Mariana. Lực lượng Hoa Kỳ khởi hành vào ngày 10 tháng 6, và chiếc tàu sân bay đã hỗ trợ trên không cho cuộc đổ bộ của Sư đoàn 2 Thủy quân Lục chiến lên Saipan. Nó chịu đựng nhiều cuộc không kích phản công của Nhật Bản trong những ngày tiếp theo nhưng chỉ chịu những hư hại nhẹ. Nó di chuyển về phía Nam đến Guam vào ngày 17 tháng 6, để bắt đầu các cuộc bắn phá vô hiệu hóa hệ thống phòng thủ tại đây, nhưng phải quay trở lại Saipan để hỗ trợ cho lực lượng trên bờ. Nó và các tàu sân bay hộ tống khác rút lui về Eniwetok vào ngày 28 tháng 6, rồi quay trở lại Saipan vào ngày 4 tháng 7. Máy bay của nó tiếp tục các hoạt động không kích cho đến khi nó rút lui về Eniwetok vào ngày 15 tháng 7 để sửa chữa động cơ.
Cuối cùng Coral Sea được lệnh quay trở về Hoa Kỳ để đại tu, và nó lên đường vào ngày 23 tháng 7, ghé qua Kwajalein hai ngày sau đó để chất dỡ khỏi tàu hầu hết máy bay và đạn dược, rồi tiếp tục hành trình ngang qua Trân Châu Cảng để quay về San Diego. Con tàu về đến California vào ngày 9 tháng 8, và đi vào ụ tàu tại San Diego vào ngày 31 tháng 8. Đang khi được đại tu, nó được đổi tên thành USS Anzio vào ngày 15 tháng 9.
Anzio chạy thừ máy sau đại tu ngoài khơi bờ biển California trước khi lên đường quay trở lại khu vực Tây Thái Bình Dương vào ngày 16 tháng 9. Nó đi đến quần đảo Hawaii vào ngày 23 tháng 9, và đi vào Trân Châu Cảng để được tiếp liệu; rồi từ ngày 8 tháng 10 bắt đầu một loạt các cuộc thực tập huấn luyện, trước khi lên đường đi Eniwetok vào ngày 16 tháng 10. Tại đây, chiếc tàu sân bay tham gia một đội tìm-diệt và tiến hành các hoạt động chống tàu ngầm trên đường đi Ulithi. Vào ngày 4 tháng 11, nó được lệnh hỗ trợ cho tàu tuần dương hạng nhẹ Reno (CL-96) bị trúng ngư lôi đối phương trong biển Philippine, rồi sau khi được chiếc tàu cứu hộ và trục vớt Extractor (ARS-15) thay phiên, nó tiếp nối các hoạt động tuần tra chống tàu ngầm, phục vụ cùng đội đặc nhiệm này cho đến giữa tháng 2 năm 1945, khi nó lên đường đi Iwo Jima.

### Chiếm đóng quần đảo Bonin

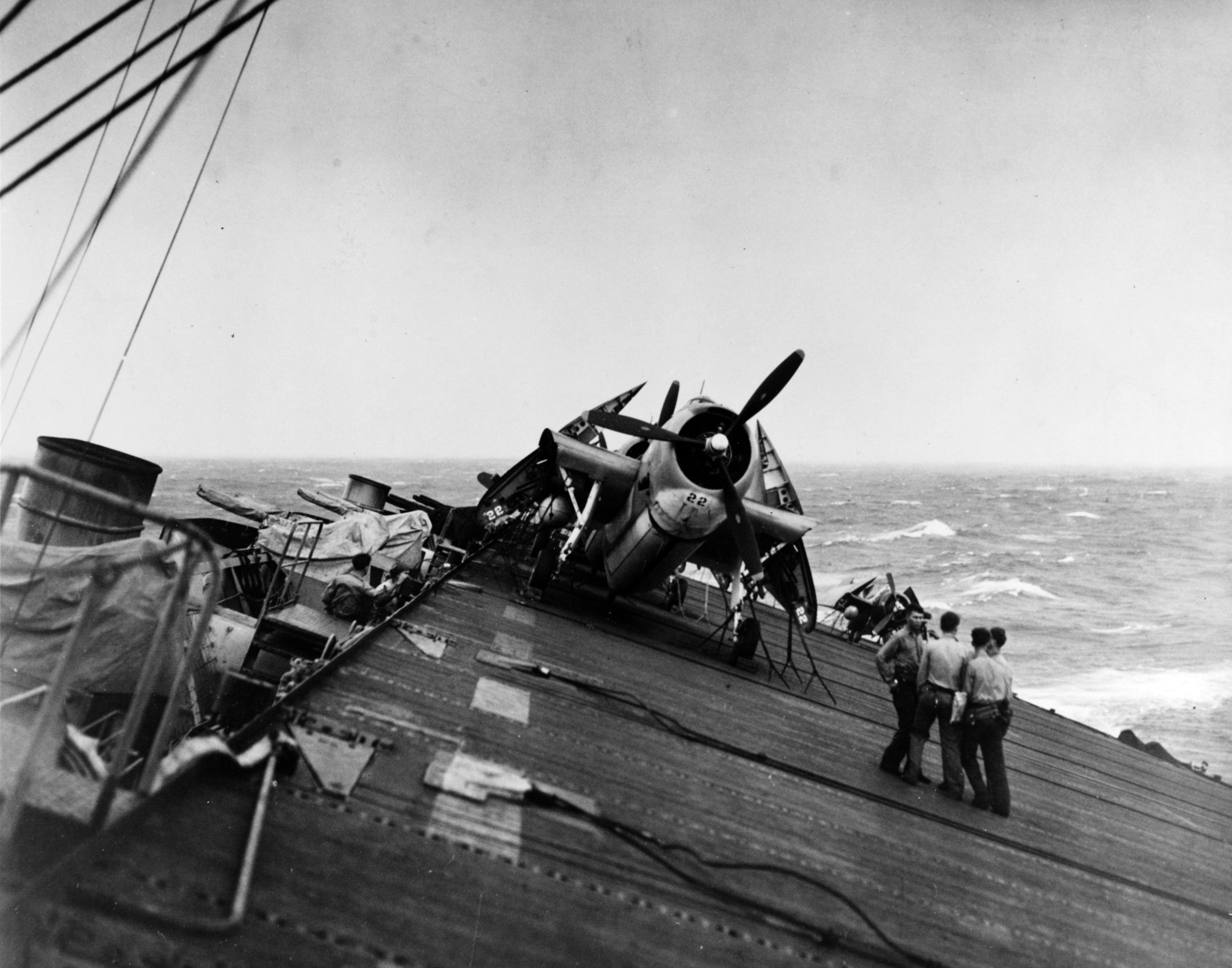
USS Anzio bị nghiêng khi biển động nặng.

Anzio tiếp nối các hoạt động hỗ trợ tác chiến vào ngày 16 tháng 2. Ba ngày sau, nó tung ra đợt không kích xuống phía Bắc Chichi Jima thuộc quần đảo Bonin, rồi từ ngày 19 tháng 2 đến ngày 4 tháng 3 đã tung ra chuyến bay đầu tiên ngay trước trước hoàng hôn và thu hồi chuyến cuối cùng trước bình minh, hoàn tất 106 phi vụ mà không gặp tai nạn nào. Nó rời khu vực Iwo Jima vào ngày 8 tháng 3, và đi đến vịnh San Pedro tại Leyte vào ngày 12 tháng 3. Sau mười ngày bảo trì và đón lên tàu Liên đội không lực VCF-13 mới được bố trí lại từ tàu sân bay Tripoli (CVE-64), nó lên đường tham gia cuộc tấn công lên Okinawa.

### Chiến dịch Okinawa
Sau khi bảo vệ trên không cho một lực lượng đổ bộ trên đường đi đến Okinawa, Anzio tham gia cùng các lực lượng khác tại khu vực phụ cận Kerama Retto, nhằm chiếm đóng hòn đảo này như một căn cứ tiền phương cho Hạm đội. Cuộc đổ bộ lên Okinawa bắt đầu vào ngày 1 tháng 4, và chiếc tàu sân bay đã ở lại đây cho đến khi rút lui về Ulithi vào ngày 30 tháng 4 để sửa chữa vòng bi bánh lái. Đến ngày 21 tháng 5, nó hoạt động tuần tra chống tàu ngầm tại khu vực Okinawa, một nhiệm vụ kết thúc vào ngày 17 tháng 6, khi nó lên đường đi vịnh San Pedro, Leyte để bảo trì, sau khi phát hiện các bốn chứa xăng máy bay bị nhiễm bẩn sau khi tiếp nhiên liệu ngoài biển. Sau khi hai máy bay tiêm kich F4F Wildcat gặp sự cố trục trặc động cơ, một máy bay ném bom-ngư lôi Grumman TBF Avenger đang bay không được cảnh báo trước đã phải đáp xuống biển sau khi chuyển sang các thùng nhiên liệu phụ. Anzio đã phải loại bỏ hàng nghìn gallon xăng nhiễm bẩn trước khi đi đến Leyte.
Anzio rời Philippines vào ngày 6 tháng 7 cho hoạt động tác chiến sau cùng của nó, gia nhập Đội đặc nhiệm 30.8 và đi đến vị trí 600 mi (970 km) về phía Đông Tokyo. Nó bảo vệ chống tàu ngầm trong khi lực lượng của Đô đốc William Halsey, Jr. tấn công lên các đảo chính quốc Nhật Bản. Sau khi nhận được tin tức về việc Nhật Bản đầu hàng vào ngày 15 tháng 8, nó lên đường đi Guam vào ngày 19 tháng 8. Sau khi được tái trang bị và huấn luyện các đội bay mới, chiếc tàu sân bay hướng đến Okinawa, nơi nó tuần tra trên không và chống tàu ngầm bảo vệ các tàu vận tải đưa lực lượng chiếm đóng đến Triều Tiên. Vào ngày 8 tháng 9, con tàu thả neo tại Jinsen, Triều Tiên, nơi nó hỗ trợ trên không cho cuộc đổ bộ của lực lượng chiếm đóng. Nó rời vùng biển Triều Tiên vào ngày 13 tháng 9 để quay trở lại Okinawa, và vào ngày 19 tháng 9 nó lên đường quay về nhà, về đến San Francisco vào ngày 30 tháng 9.

### Sau chiến tranh
Đang khi ở lại San Francisco, Anzio được cải biến để cung cấp khả năng chuyên chở hành khách tối đa. Chiếc tàu sân bay thực hiện hai chuyến khứ hồi đến khu vực Tây Thái Bình Dương, một chuyến đến Trân Châu Cảng và một chuyến đến Thượng Hải, Trung Quốc, để hồi hương quân nhân Hoa Kỳ trong khuôn khổ Chiến dịch Magic Carpet. Nó quay về đến Seattle, Washington vào ngày 23 tháng 12.
Đến ngày 18 tháng 1 năm 1946, Anzio khởi hành đi Norfolk, Virginia, ghé qua San Francisco trước khi băng qua kênh đào Panama và cuối cùng đi đến vùng bờ Đông. Con tàu được cho xuất biên chế vào ngày 5 tháng 8 năm 1946, và neo đậu cùng Hạm đội Dự bị Đại Tây Dương tại Norfolk. Ký hiệu lườn của nó được đổi thành CVHE-57 vào ngày 15 tháng 6 năm 1955. Tên nó được cho rút khỏi danh sách Đăng bạ Hải quân vào ngày 1 tháng 3 năm 1959, và nó bị bán cho hãng Master Metals Co. để tháo dỡ vào ngày 24 tháng 11 năm 1959. Một mỏ neo của con tàu hiện đang được trưng bày tại Xưởng hải quân Washington.

## Phần thưởng
Coral Sea/Anzio được tặng thưởng mười một danh hiệu Đơn vị Tưởng thưởng Hải quân cùng chín Ngôi sao Chiến trận do thành tích phục vụ trong Thế Chiến II.